# Liberty and Property Defence League
Liberty and Property Defence League (LPDL) fue una organización histórica inglesa, fundada en 1882 por Lord Elcho, para el respaldo del comercio laissez-faire. Sirvió como un grupo de presión de industriales y propietarios alarmados por el surgimiento del sindicalismo, el socialismo y la administración de Gladstone, y atrajo a muchos liberales e individualistas filosóficos. 
La Liga siguió existiendo hasta 1920, pero su presidente, Wemyss (Lord Elcho), renunció como presidente en 1913. Esto fue después de que el individualismo de Spencer desapareció, la que fue la principal razón de ser de la Liga. 
El panfleto semanal publicado por la Liga fue llamado Jus: Un órgano semanal de individualismo, era editado por el anarquista Wordsworth Donisthorpe.